# Effet Franssen
L'effet Franssen est une illusion auditive où l'auditeur localise incorrectement un son. L'effet a été découvert par Nico Valentinus Franssen en 1960.
L'effet met en évidence certaines caractéristiques du système auditif humain utilisé en milieu fermé.
Il existe deux expériences classiques mettant en évidence l'illusion, appelées l'effet Franssen F1 et F2.

## F1
Deux haut-parleurs sont installés à gauche et à droite de l'auditeur, à environ un mètre de distance et à des angles de 45°. Les deux haut-parleurs sont complémentaires : alors que l'intensité de l'un décroît, celle de l'autre croît et vice-versa.
Le haut-parleur de gauche émet subitement un son pur. Son intensité est ensuite diminuée de manière exponentielle et le haut-parleur de droite devient la source principale. L'illusion est que l'auditeur perçoit que le son provient seulement du haut-parleur de gauche.

## F2
Dans un auditorium, deux gros haut-parleurs sont positionnées à des endroits différents. Au début de la présentation, le premier émet un signal sinusoïdal qui croît rapidement pour atteindre un plateau. Les auditeurs arrivent facilement à le localiser.
Au cours de l'émission constante du haut-parleur 1, le signal est tranquillement déplacé vers le second haut-parleur, jusqu'à ce que ce dernier soit la seule source. Les auditeurs continuent cependant d'attribuer la source au premier haut-parleur et ce, même si l'on débranche devant leurs yeux les câbles d'alimentation du premier[réf. souhaitée].